# Ephippiochthonius ponsi
Espèce
Synonymes
- Chthonius ponsi Mahnert, 1993

Ephippiochthonius ponsi est une espèce de pseudoscorpions de la famille des Chthoniidae.

## Distribution
Cette espèce est endémique de Cabrera aux îles Baléares en Espagne,.

## Description
La carapace des mâles mesure de 0,51 à 0,52 mm de long sur de 0,49 à 0,51 mm et la carapace de la femelle 0,53 mm de long sur 0,52 mm.

## Étymologie
Cette espèce est nommée en l'honneur de Guillem Xavier Pons Buades.

## Publication originale
- Mahnert, 1993 : Pseudoskorpione (Arachnida: Pseudoscorpiones) von Inseln des Mittelmeers und des Atlantiks (Balearen, Kanarische Inseln, Madeira, Ascension), mit vorwiegend subterraner Lebensweise. Revue Suisse de Zoologie, vol. 100, no 4, p. 971-992 (texte intégral).